# 30 de noviembre
El 30 de noviembre es el 334.º (tricentésimo trigésimo cuarto) día del año en el calendario gregoriano y el 335.º en los años bisiestos. Quedan 31 días para finalizar el año.

## Acontecimientos
- 1031: El pueblo de Córdoba se rebela contra el visir Hakam ben Said y el califa Hisham III por el fuerte aumento de impuestos. Tras asesinar al visir, el califa es desterrado y se refugia en la zona de Lérida, donde fallecería en 1036, poniendo fin al califato de Córdoba y abriéndose el periodo de los reinos taifas.

Los primeros reinos de taifas tras la disolución del Califato de Córdoba.

- 1227: en España, el rey Fernando III el Santo conquista Baeza a los musulmanes.

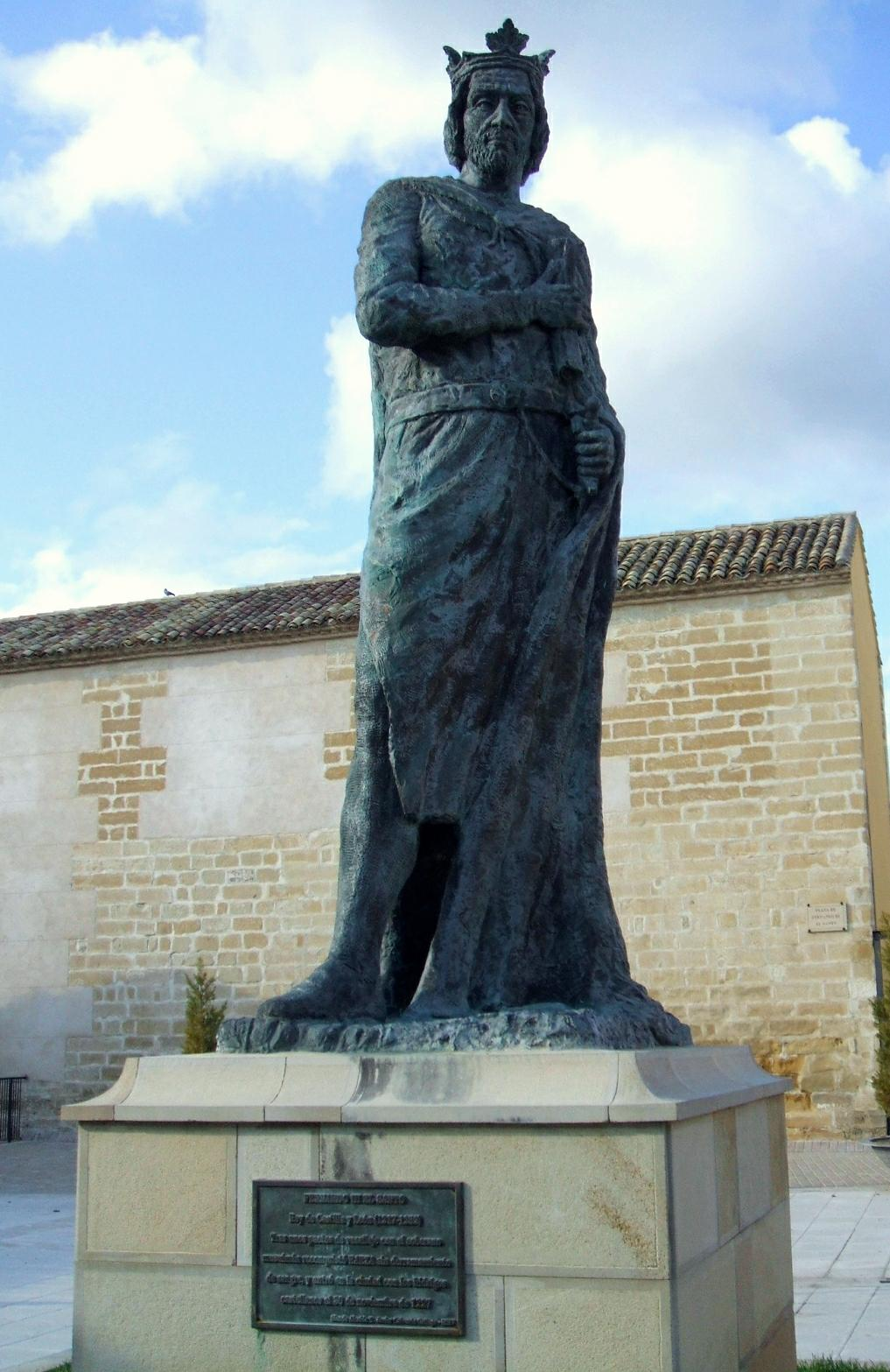
Monumento a Fernando III el Santo en Baeza.

- 1269: Se produce la boda de Fernando de la Cerda, primogénito del rey Alfonso X de Castilla llamado "el Sabio", con doña Blanca hija del rey de Francia, Luis IX.[1]
- 1298: en los Montes Reatinos (Umbría, Italia) en la noche (o en la madrugada ya del 1 de diciembre) se sufre un terremoto de magnitud 6,26 en la escala sismológica de Richter, que deja un saldo de cientos de muertos.
- 1700: en Narva, el ejército del rey Carlos XII de Suecia derrota al del zar Pedro I de Rusia (batalla de Narva).
- 1718: Zarpa desde Senegambia el barco negrero Aurore, con 200 esclavos a bordo.
- 1731: en Pekín (China) se sufre un terremoto que deja más de 100 000 víctimas.[2]
- 1782: en París (Francia), representantes de Estados Unidos y el Reino de Gran Bretaña firman algunos artículos preliminares de paz (que más tarde se formalizarían en el Tratado de París).
- 1786: en el Gran Ducado de Toscana (Italia), Leopoldo de Habsburgo-Lorena abole la pena de muerte y la tortura, la cual es la primera abolición en época moderna de la pena de muerte.
- 1803: parte de España la Real Expedición Filantrópica de la Vacuna que llevará la cura de la viruela a toda Hispanoamérica y Filipinas.
- 1803: En el cabildo de Nueva Orleans (Estados Unidos), el gobernador español Manuel de Salcedo y el aristócrata español Sebastián Calvo transfieren el territorio de Luisiana al representante francés Pierre Clément de Laussat (veinte días más tarde, Francia vendió estas mismas tierras a Estados Unidos).
- 1853: Guerra de Crimea: en la batalla de Sinope la flota rusa destruye la flota turca.
- 1864: en Franklin ―en el marco de la guerra civil estadounidense―, el ejército de Tennessee pierde la tercera parte de sus hombres y seis generales en la batalla contra los ejércitos norteños de la Unión.
- 1872: Escocia empata a cero contra Inglaterra en el primer juego de fútbol entre selecciones nacionales.
- 1902: en los Estados Unidos, Harvey Kid Curry Logan, el segundo en la banda del pistolero Butch Cassidy, es sentenciado a 20 años de trabajos pesados.
- 1908: en la provincia de Santa Fe (Argentina) se funda el pueblo J. B. Molina.
- 1910: en Chile, miembros de la colonia italiana fundan el club de fútbol Audax Italiano.
- 1911: en México, el presidente Francisco I. Madero se convierte en el primer jefe de Estado en volar en un avión.
- 1916: en Grecia, los turcos perpetran la última etapa del Holocausto griego. El ministro del interior turco Rafet Bey escribe: «Tenemos que acabar con los griegos como lo hicimos con los armenios el 28 de noviembre».
- 1921: en Chile se crea y se organiza jurídicamente bajo la Ley n.º 3815 el Cuerpo de Gendarmería de Prisiones (la actual Gendarmería de Chile).
- 1930: en Argentina, apertura del Teatro del Pueblo, primer teatro independiente de Latinoamérica.
- 1936: en Londres (Reino Unido) se incendia el Palacio de Cristal. Había sido construido para la Gran Exposición de 1851.
- 1939: la Unión Soviética le declara la guerra a Finlandia y la invade. Alcanza la Línea Mannerheim, iniciando la Guerra de invierno.
- 1940: en Greenwich (Connecticut), se casan la actriz estadounidense Lucille Ball y el actor cubano Desi Arnaz.
- 1943: en la Conferencia de Teherán (Irán) ―en el marco de la Segunda Guerra Mundial―, el presidente estadounidense Franklin D. Roosevelt, el primer ministro británico Winston Churchill y el líder soviético Iósif Stalin planean el Día D (la invasión de Europa del 6 de junio de 1944).

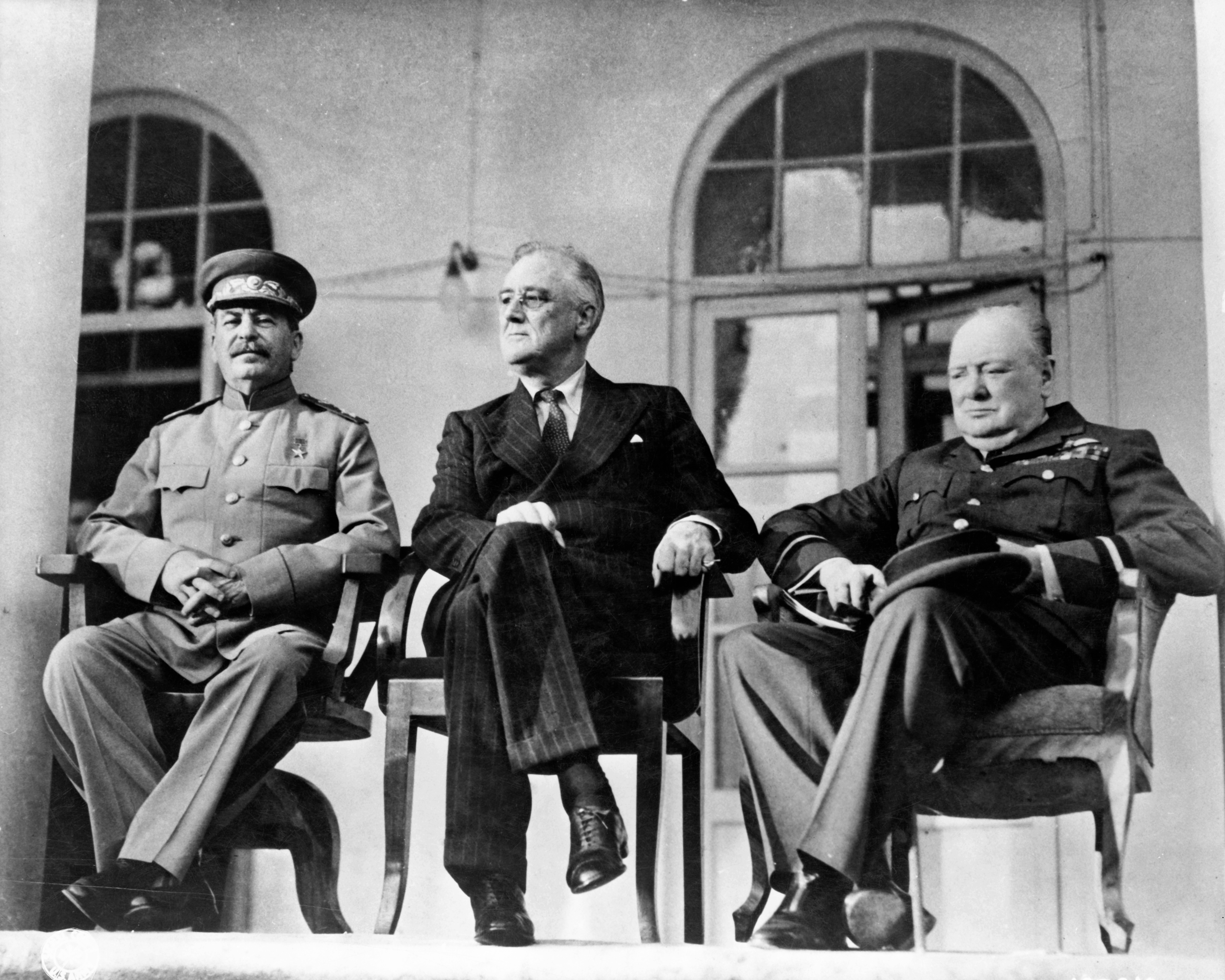
Iósif Stalin, Franklin D. Roosevelt y Winston Churchill en la conferencia de Teherán

- 1954: en Oak Grove (Alabama) el meteorito Hodges (un trozo del meteorito Sylacauga) del tamaño de un pomelo pero de 3,8 kg golpea a la señora Anna Hodges (1920-1972), dejándole un hematoma en la cadera izquierda. Es el primer caso conocido de una persona golpeada por una piedra del espacio (el segundo será en Mbale [Uganda], el 14 de agosto de 1992).
- 1955: en Buenos Aires (Argentina) la dictadura militar ―autodenominada Revolución Libertadora― firma el decreto 4161, que prohíbe el peronismo (que el año anterior había ganado las elecciones con el 62 % de los votos). «Considerando que el Partido Peronista ofende el sentimiento democrático del pueblo argentino [...] queda prohibida la utilización del nombre propio del presidente depuesto, el de sus parientes, las expresiones “peronismo” y “tercera posición”, las marchas Los muchachos peronistas y Evita capitana, y el libro La razón de mi vida».
- 1958: en Uruguay se celebran elecciones generales. En un hecho histórico, resulta amplio vencedor el Partido Nacional, que había estado en la oposición por más de 9 décadas; se renuevan los cargos del Consejo Nacional de Gobierno, que pasa a ser presidido por Martín Recaredo Echegoyen.
- 1960: en Rosario y Tartagal (Argentina), el general Miguel Ángel Iñíguez, al frente de la Resistencia Peronista, intenta una insurrección cívico-militar contra el gobierno de Arturo Frondizi.
- 1962: en Nueva York (Estados Unidos), el birmano U Thant es elegido Secretaría General de Naciones Unidas.
- 1964: la Unión Soviética lanza la sonda Zond 2 al planeta Marte, que falla a mitad de camino.

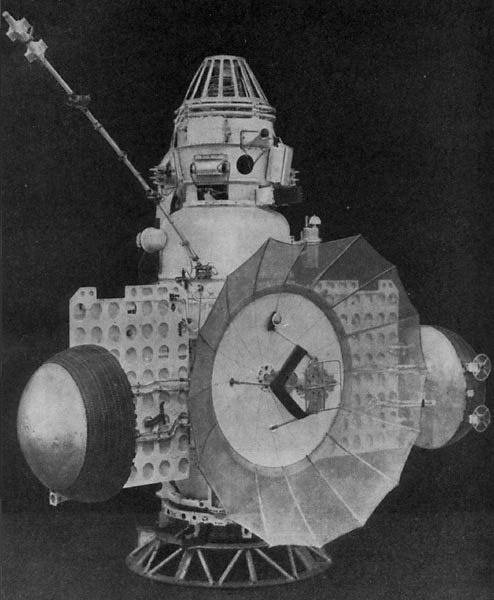
Sonda soviética, Zond 2.

- 1966: Barbados se independiza del Imperio británico.
- 1967: Yemen se independiza del Imperio británico.
- 1972: en el marco de la guerra de Vietnam, el secretario de prensa de la Casa Blanca Ron Ziegler declara que no habrá más anuncios públicos acerca del retiro de tropas estadounidenses de Vietnam luego de la derrota, debido a que solo quedan por retirar 27 000 soldados.
- 1979: en Reino Unido se publica el exitoso disco The Wall, de la banda británica Pink Floyd. Más tarde ese año el 8 de diciembre se publica en Estados Unidos.
- 1980: en Uruguay, el 57,8 % del pueblo rechaza el plebiscito constitucional que buscaba legitimar el régimen dictatorial que por ese entonces gobernaba el país desde 1973.
- 1981: en Ginebra (Suiza), representantes de los Estados Unidos y la Unión Soviética comienzan a negociar la reducción en Europa de las armas nucleares de alcance medio, en el marco de la Guerra Fría. El 17 de diciembre las negociaciones se suspendieron inconclusas.
- 1982: en Londres, la primera ministra Margaret Thatcher recibe un paquete bomba en su residencia en la calle Downing Street.
- 1982: Michael Jackson presenta Thriller, el álbum más vendido en la historia de la música.
- 1983: en Buenos Aires (Argentina) dictadura cívicomilitar argentina (1976-1983)―, un tribunal militar liderado por Cristino Nicolaides condena al coronel Juan Jaime Cesio (57) por denunciar las desapariciones ocurridas en la dictadura militar. El 23 de marzo de 2006, el presidente Néstor Kirchner le restituirá el grado militar y lo ascenderá a general.
- 1984: Phil Collins lanza a la venta en Estados Unidos su sencillo «One More Night», perteneciente a su tercer álbum, No Jacket Required.
- 1988: en Estados Unidos, la empresa Kohlberg Kravis Roberts & Co. compra RJR Nabisco por 25.070 millones de dólares.
- 1989: en Alemania, Alfred Herrhausen, miembro del directorio del Deutsche Bank es asesinado por una bomba del grupo armado Fracción del Ejército Rojo.

Emblema utilizado por la RAF (Fracción del Ejército Rojo).

- 1993: en Estados Unidos, el presidente Bill Clinton firma la ley Brady para la prevención de la violencia con pistolas.
- 1995: Bosnia y Herzegovina juega su primer partido oficial de fútbol ante Albania
- 1995: en Medellín (Colombia) se inaugura el Metro de Medellín
- 1997: en Acra, Ghana, Shamo Quaye, jugador del equipo de la primera división sueca Umea, y miembro de la selección ganesa que se adjudicó la medalla de bronce en los Juegos Olímpicos de Barcelona, fallece tras recibir un golpe en la cara con un balón de fútbol.[3]
- 1998: en Alemania, el Deutsche Bank anuncia su compra del Bankers Trust por 10 000 millones de dólares generando así la institución financiera más grande del mundo.
- 1999: en Seattle (Washington), el movimiento antiglobalización fuerza la cancelación de la ceremonia de apertura del encuentro de una Organización Mundial del Comercio. Las protestas finalizaron el 3 de diciembre.
- 1999: en Reino Unido se fusionan las empresas British Aerospace y Marconi Electronic Systems formando BAE Systems, el contratista de defensa más grande de Europa y la cuarta empresa aeroespacial del mundo.
- 2000: la Unesco declara Patrimonio de la Humanidad el Palmeral Histórico de Elche.
- 2000: La Unesco declara Patrimonio Mundial de la Humanidad al Aula Magna de la Universidad Central de Venezuela
- 2001: en el Estadio Nacional de Santiago de Chile, ante una multitud de más 70 000 personas, la banda de pop-rock Los Prisioneros vuelve a tocar en su alineación original luego más de doce años de ruptura. Fue el primero de dos conciertos en dicho recinto deportivo.
- 2003: en Argentina, el piloto de automovilismo Ernesto Tito Bessone se consagraba campeón de Turismo Carretera por primera vez, conduciendo un Dodge Cherokee.
- 2005: se inaugura la Línea 4 del Metro de Santiago.
- 2006: Wikimedia Commons alcanza la cifra de un millón de ficheros multimedia, dos años y dos meses después de su creación.
- 2007: en Madrid (España), las Cortes aprueban definitivamente la reforma del Estatuto de Autonomía de Castilla y León.
- 2007: en México, se transmite el último capítulo de la exitosa serie antológica Mujer, Casos de la Vida Real, presentada y producida por la actriz Silvia Pinal, tras veintiún temporadas.
- 2015: se inicia en París la XXI Conferencia sobre Cambio Climático.
- 2018: en Argentina se registra un terremoto de 3,8 grados de magnitud en la escala de Richter cerca de las ciudades de La Plata y Buenos Aires, algo que no ocurría desde el Terremoto del Río de la Plata de 1888.
- 2018: la cantante estadounidense Ariana Grande estrena el video musical Thank U, Next, considerado un referente que marcó la cultura pop actual.
- 2021: Barbados se convierte en una república presidencialista con Sandra Mason como nueva presidenta, remplazando a Isabel II como jefa de estado.
- 2024: en el Estadio Monumental, Argentina, disputándose la final de la Copa Libertadores entre Mineiro y Botafogo, Gregore es expulsado a los 30 segundos de partido. Siendo la expulsión más rápida de la historia de la final continental y la tercera más rápida la historia de todo el torneo de CONMEBOL. No obstante a este incidencia, Botafogo se coronó campeón de América, ganando 3 a 1.[4]

## Nacimientos
- 538: Gregorio de Tours, religioso e historiador francés (f. 594).
- 1302: Andrés Corsini, religioso y santo italiano (f. 1373).
- 1340: Juan I de Berry, príncipe francés (f. 1416).
- 1466: Andrea Doria, político y almirante genovés (f. 1560).
- 1508: Andrea Palladio, arquitecto italiano (f. 1580).
- 1554: Philip Sídney, poeta y soldado británico (f. 1586).
- 1667: Jonathan Swift, escritor irlandés (f. 1745).
- 1723: William Livingston, político estadounidense (f. 1790).
- 1785: Andresito Guazurarí Artigas, caudillo federal de las Provincias Unidas del Río de la Plata (f. 1825).[5]
- 1787: Andrés Quintana Roo, político mexicano (f. 1851).
- 1792: Andrés de Santa Cruz y Calahumana, presidente boliviano (f. 1865)
- 1796: Carl Loewe, compositor alemán (f. 1869).
- 1805: Georges François Reuter, naturalista francés (f. 1872).
- 1807: William Farr, epidemiólogo británico (f. 1883).
- 1813: Charles-Valentin Alkan, pianista y compositor francés (f. 1888).
- 1817: Theodor Mommsen, historiador alemán, premio nobel de literatura en 1902 (f. 1903).
- 1825: William-Adolphe Bouguereau, pintor francés (f. 1905).
- 1833: Andrés del Valle, político salvadoreño (f. 1888).
- 1835: Mark Twain, escritor estadounidense (f. 1910).
- 1836: Eligio Ancona, político mexicano (f. 1893).
- 1842: Fernando León y Castillo, político español (f. 1918).
- 1846: Andrés Manjón, sacerdote y pedagogo español (f. 1923).
- 1847: Afonso Augusto Moreira Pena, presidente brasileño (f. 1909).
- 1859: Serguéi Liapunov, compositor ruso (f. 1924).
- 1863: Andrés Bonifacio, revolucionario filipino (f. 1897).
- 1867: Max González Olaechea, médico peruano (f. 1946).
- 1869: Nils Gustaf Dalén, físico e ingeniero sueco, premio nobel de física en 1912 (f. 1937).
- 1872: Isidro Nonell, pintor español (f. 1911).

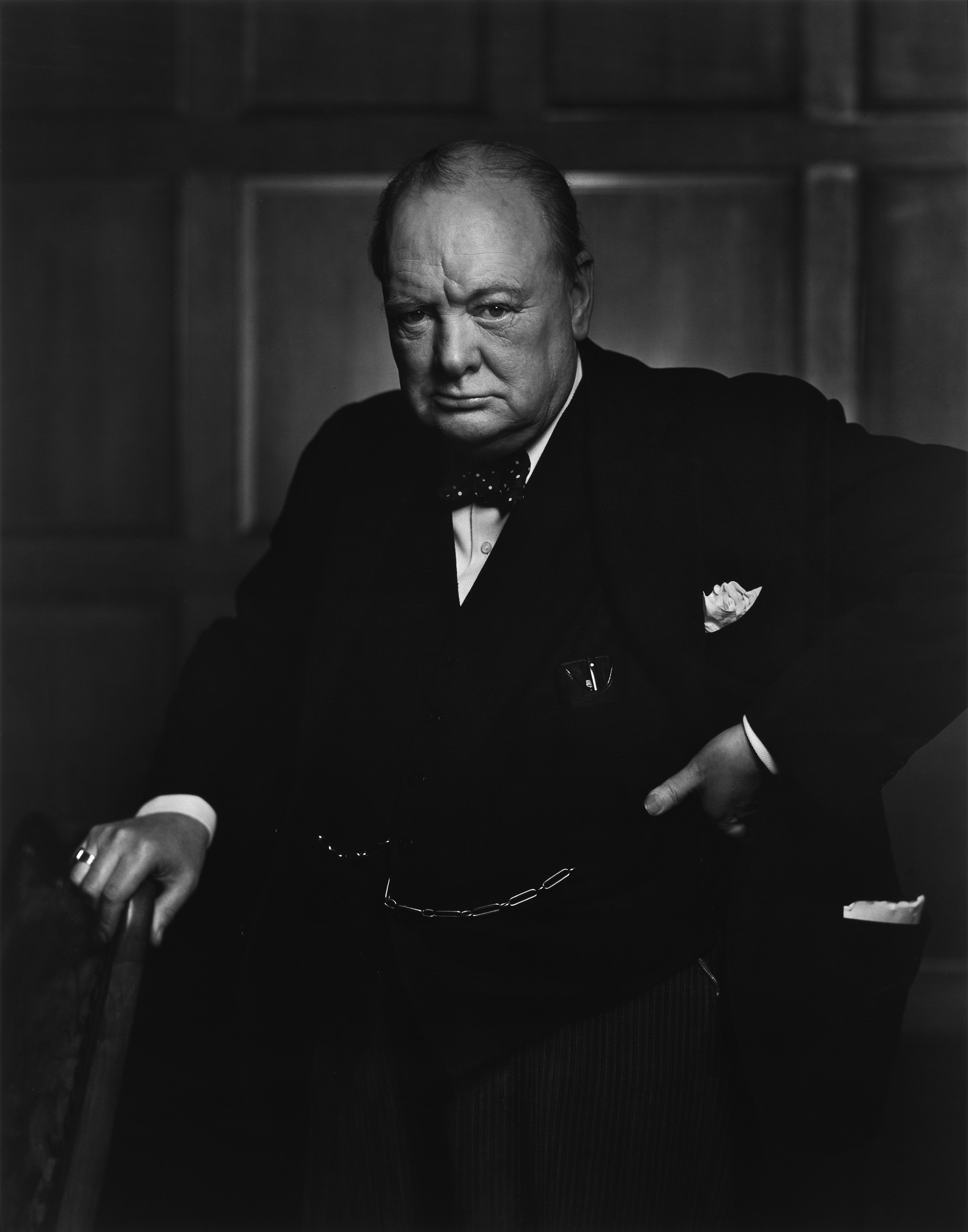
Winston Churchill

- 1874: Winston Churchill, primer ministro y escritor británico (f. 1965).
- 1874: Lucy Maud Montgomery, escritora canadiense (f. 1942).
- 1883: Luis Alayza y Paz Soldán, diplomático y escritor peruano (f. 1976).
- 1884: Giovanni Barrella, escritor y pintor italiano (f. 1967).
- 1885: María Cervantes, pianista, cantante y compositora cubana (f. 1981).
- 1889: Edgar Douglas Adrian, fisiólogo británico, premio nobel de medicina en 1932 (f. 1977).
- 1893: Pedro Basauri Paguaga, Pedrucho, torero español (f. 1973).
- 1898: Albert John Lutuli, político sudafricano, premio Nobel de la paz en 1960 (f. 1967).
- 1901: Alfonso de Borbón-Dos Sicilias, aristócrata español (f. 1964).
- 1904: Frank Félix Miranda, aviador dominicano (f. 1954).
- 1904: Clyfford Still, pintor estadounidense (f. 1980).
- 1906: Andrés Henestrosa, escritor mexicano (f. 2008).
- 1906: Elsa O'Connor, actriz argentina (f. 1947).
- 1911: Jorge Negrete, cantante y actor mexicano (f. 1953).
- 1912: Hugo del Carril, actor, cantante y cineasta argentino (f. 1989).
- 1912: Gordon Parks, cineasta y escritor estadounidense (f. 2006).
- 1915: Henry Taube, químico canadiense, premio nobel de química en 1983 (f. 2005).
- 1918: Efrem Zimbalist Jr., actor estadounidense (f. 2014).
- 1920: Virginia Mayo, actriz estadounidense (f. 2005).
- 1923: Raúl Shaw Moreno, cantautor boliviano (f. 2003).
- 1923: Nina Sosnina, partisana soviético y Heroína de la Unión Soviética (f. 1943).
- 1924: Allan Sherman, comediante estadounidense (f. 1973).
- 1925: Bill Gates Sr., abogado estadounidense (f. 2020).
- 1926: Richard Crenna, actor estadounidense (f. 2003).
- 1926: Andrew Victor Schally, médico estadounidense, premio nobel de medicina en 1977.
- 1927: Alfonso Barrantes Lingán, político peruano (f. 2000).
- 1927: Robert Guillaume, actor estadounidense (f. 2017).
- 1927: Osvaldo Ribó, cantante argentino de tangos (f. 2015).
- 1928: Manuel Badenes, futbolista español (f. 2007).
- 1928: Germán Colón, lingüista español (f. 2020).
- 1929: Dick Clark, conductor de televisión estadounidense (f. 2012).
- 1930: Richie Regan, baloncestista estadounidense (f. 2002).
- 1932: Fernando Mario Chávez Ruvalcaba, sacerdote y obispo mexicano (f. 2021).
- 1934: Roberto Cossa, autor y dramaturgo argentino.
- 1934: Lansana Conte, general y político guineano, presidente de su país (f. 2008).
- 1935: Woody Allen, cineasta estadounidense.
- 1936: Abbie Hoffman, activista estadounidense (f. 1989).
- 1936: Lucha Villa, actriz y cantante mexicana.
- 1937: Ridley Scott, cineasta británico.
- 1937: Ricardo Senabre Sempere, catedrático de Teoría de la Literatura y Literatura Comparada, filólogo y crítico literario español (f. 2015).
- 1937: Tom Simpson, ciclista británico (f. 1967).
- 1938: Néstor Fabián, cantante de tangos y actor argentino.
- 1938: Jean Eustache, cineasta francés (f. 1981).
- 1938: Margarita Salas, bioquímica española (f. 2019).
- 1940: José Pedro Pérez-Llorca, político, diplomático y jurista español, uno de los siete padres de la Constitución española de 1978 (f. 2019).
- 1942: Francisco Chaparro, entrenador de fútbol español.
- 1943: Terrence Malick, cineasta y productor estadounidense.
- 1943: Frank Uwe Laysiepen (Ulay), fotógrafo y artista alemán (f. 2020).

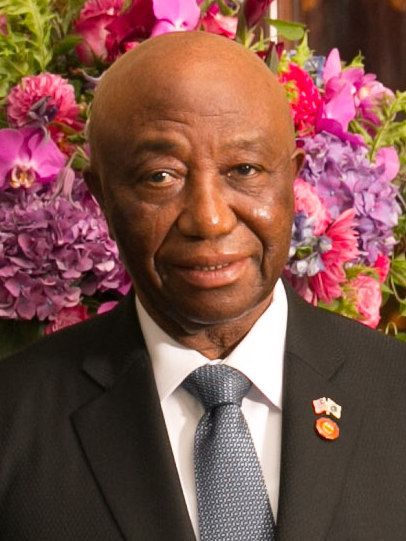
Joseph Boakai

- 1944: Joseph Boakai, político liberiano, presidente de Liberia desde 2024.
- 1945: Roger Glover, músico y bajista británico, de la banda Deep Purple.
- 1946: Marina Abramović, artista de performance serbia.
- 1946: José Andrés Corral Arredondo, obispo mexicano (f. 2011).
- 1947: Sergio Badilla Castillo, poeta chileno.
- 1947: David Mamet, novelista, dramaturgo, guionista y cineasta estadounidense.
- 1952: Mandy Patinkin, actor y cantante estadounidense.
- 1952: Semión Bychkov, director de orquesta ruso
- 1953: June Pointer, cantante estadounidense, de la banda The Pointer Sisters (f. 2006).
- 1955: Billy Idol, músico británico de rock.
- 1957: Richard Barbieri, tecladista británico, de la banda Porcupine Tree.
- 1958: Stacey Q, cantante estadounidense.
- 1959: Cherie Currie, cantante, actriz y música estadounidense.
- 1960: Verónica Condomí, cantante, compositora y guitarrista argentina.
- 1960: Gary Lineker, futbolista británico.
- 1960: Hiam Abbass, actriz palestina.
- 1962: P. J. Hogan, cineasta australiano
- 1963: David Yates, cineasta, productor de cine y televisión y guionista británico.
- 1964: Manuel Martín Cuenca, cineasta español.
- 1965: Aldair, futbolista brasileño.
- 1965: Juan Antonio Cebrián, periodista, locutor de radio, escritor y divulgador español (f. 2007).
- 1965: Fumihito, príncipe japonés.
- 1965: Daniel Kuzniecka, actor argentino de origen panameño.
- 1965: Ben Stiller, actor estadounidense.
- 1966: Mika Salo, piloto finlandés de Fórmula 1.
- 1967: Solange Berstein, economista chilena.
- 1968: Des'ree, cantante británica.
- 1968: Laurent Jalabert, ciclista francés.
- 1968: Rika Matsumoto, cantante japonesa.
- 1969: Marc Forster, director de cine alemán.
- 1969: Chris Weitz, director estadounidense.
- 1969: Valeria Bertuccelli, actriz argentina.
- 1970: Marcos Juan Gutiérrez, exfutbolista argentino.

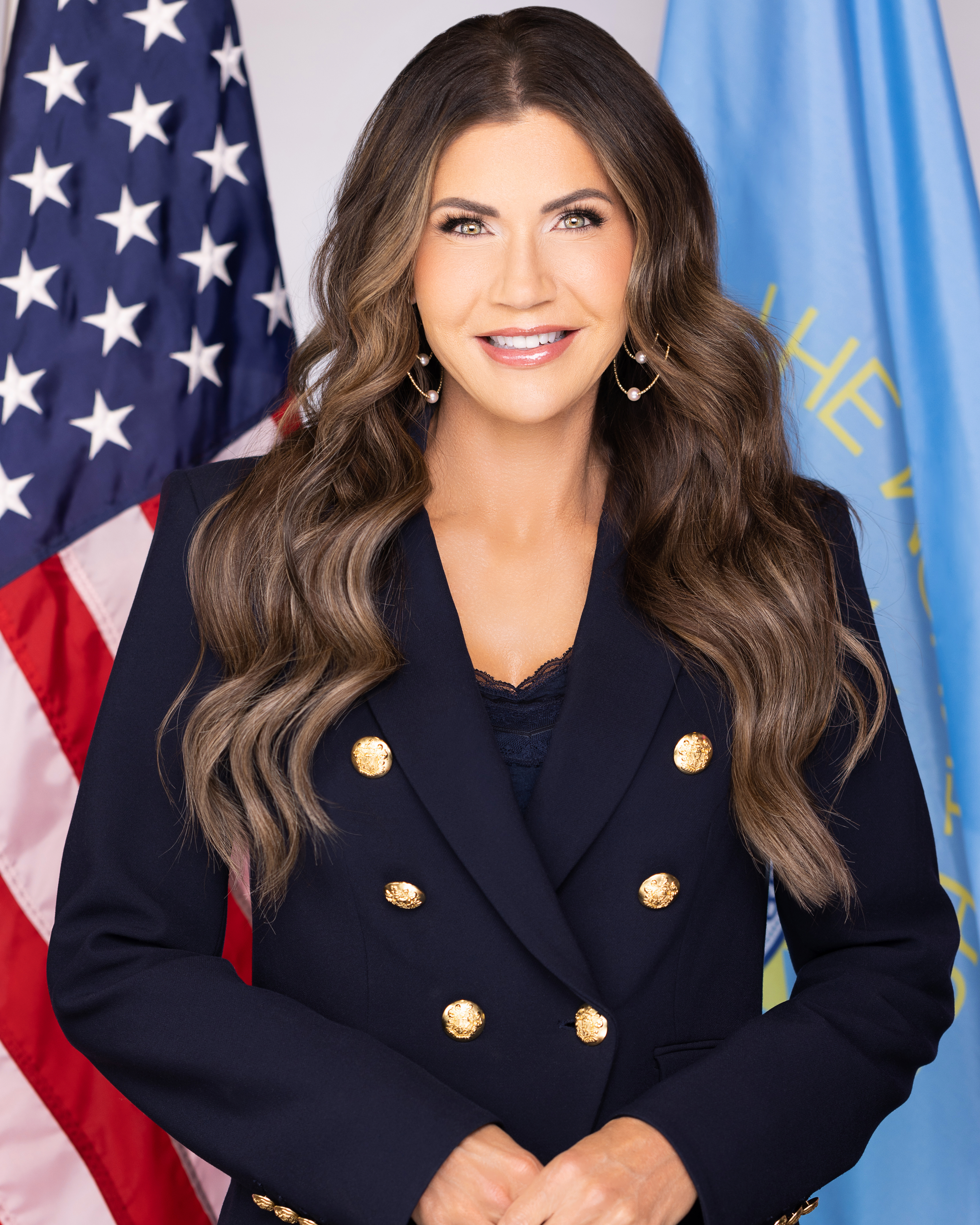
Kristi Noem

- 1971: Miguel Hermoso Arnao, actor español.
- 1971: Héctor Damián Larroque, futbolista argentino (f. 2011).
- 1971: Kristi Noem, política estadounidense, Gobernadora de Dakota del Sur desde 2019.
- 1972: Rodolfo Barili, periodista argentino.
- 1972: Rodrigo Lussich, periodista y conductor de televisión uruguayo.
- 1972: Abel Xavier, futbolista portugués.
- 1973: John Moyer, bajista estadounidense, de la banda Disturbed.
- 1973: Christian (Jason Reso), luchador profesional canadiense.
- 1974: Fab Filippo, actor canadiense.
- 1975: Ben Thatcher, futbolista británico.
- 1975: Eugenia Tobal, actriz argentina.
- 1977: Mario Iván Guerrero, futbolista hondureño.
- 1977: Nelsan Ellis, actor estadounidense (f. 2017).
- 1978: Clay Aiken, cantante estadounidense.
- 1978: Gael García Bernal, actor mexicano.
- 1979: Severn Cullis-Suzuki, bióloga, ecóloga y activista ambiental canadiense.
- 1979: Kike Mateo, futbolista español.
- 1979: Andrés Nocioni, baloncestista argentino.
- 1980: Shane Victorino, beisbolista estadounidense.
- 1981: Maya Zapata, actriz mexicana.
- 1981: María Castro, actriz, presentadora de televisión y bailarina española.
- 1982: Clémence Poésy, actriz francesa.
- 1982: Elisha Cuthbert, actriz canadiense.
- 1982: Medina, cantante danesa.
- 1982: Tony Bellew, boxeador británico.
- 1983: Adrián Cristea, futbolista rumano.
- 1983: Sholo Truth, DJ y rapero español.
- 1983: Anastasia Babúrova, periodista anarquista rusa (f. 2009).
- 1984: Alan Hutton, futbolista británico.
- 1984: Nigel de Jong, futbolista neerlandés.
- 1984: Vivienne Acheampong, actriz británica.
- 1985: Kaley Cuoco, actriz estadounidense.
- 1985: Chrissy Teigen, modelo estadounidense.
- 1985: Luis Valbuena, beisbolista venezolano (f. 2018).
- 1985: Aoi Miyazaki, actriz y modelo japonesa.
- 1985: Hikari Mitsushima, actriz y cantante japonesa.
- 1986: Jordan Farmar, baloncestista estadounidense.
- 1986: Salvatore Bocchetti, futbolista italiano.

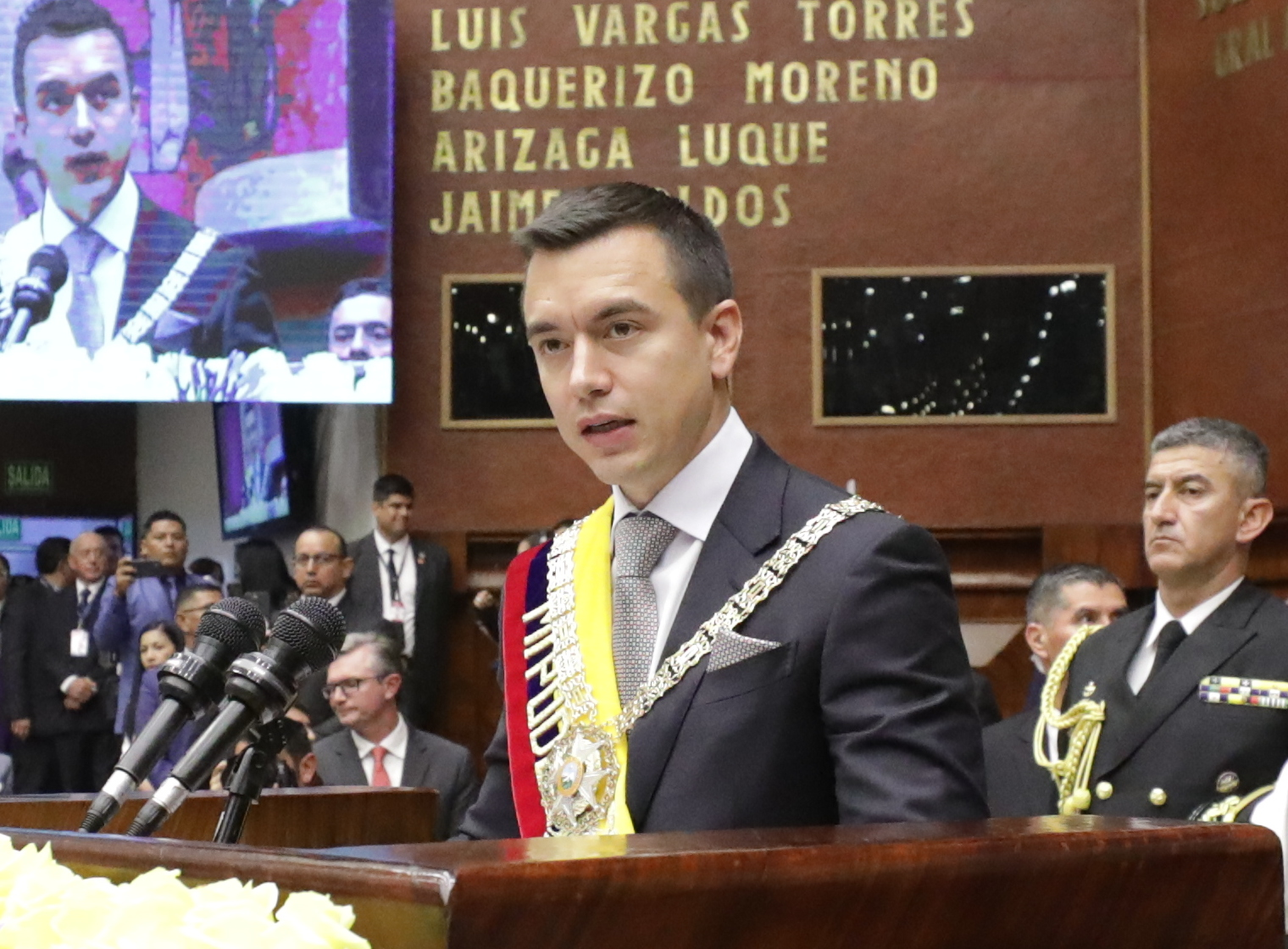
Daniel Noboa

- 1987: Dougie Poynter, bajista y compositor británico, de la banda McFly.
- 1987: Daniel Noboa, empresario y político ecuatoriano, Presidente del Ecuador desde 2023.
- 1988:Julieta Nair Calvo, actriz, cantante, modelo y conductora argentina.
- 1989: Daisy Evans, cantante, actriz y bailarina británica, de la banda S Club 8.
- 1990: Magnus Carlsen, ajedrecista noruego.
- 1990: Alfredo Donnarumma, futbolista italiano.
- 1998: Dani Plomer, futbolista español.
- 1998: Charalambos Kyriakides, futbolista chipriota.
- 1998: María Paula Elizondo, futbolista costarricense.
- 1998: Grant Williams, baloncestista estadounidense.
- 1998: Tomáš Rečičár, balonmanista eslovaco.

## Fallecimientos
- 1016: Etelredo II el Indeciso, rey inglés (n. 968).
- 1036: Hisham III, último califa de Córdoba (n. 975).
- 1178: Isidro Labrador, religioso y santo español (n. 1082).
- 1557: Galvarino, jefe mapuche patagónico.
- 1621: Francesco Rasi, tenor y compositor italiano (n. 1574).
- 1694: Marcello Malpighi, anatomista y biólogo italiano (n. 1628).
- 1703: Nicolas de Grigny, compositor francés (n. 1672).
- 1718: Carlos XII, rey sueco (n. 1682).
- 1751: Philippe Loys de Chéseaux, astrónomo y físico suizo (n. 1718).
- 1783: Felipe Bertrán, religioso español (n. 1704).
- 1786: Bernardo de Gálvez y Madrid, gobernador de Cuba y virrey de México (n. 1746).
- 1865: Laurent Sazie, médico francés (n. 1807).
- 1867: Rafael Platón Sánchez, militar mexicano (n. 1831).
- 1870: Enrique Martínez, militar uruguayo (n. 1789).
- 1900: Oscar Wilde, escritor, poeta, y dramaturgo irlandés (n. 1854).
- 1901: Edward John Eyre, explorador australiano (n. 1815).
- 1909: Ricardo Sepúlveda y Planter, escritor español (n. 1846).
- 1913: Gregorio de Laferrère, político y dramaturgo argentino (n. 1867).
- 1914: Anselmo Lorenzo, anarquista español (n. 1841).
- 1915: Luis Revol, ingeniero y político argentino (n. 1858).
- 1917: José Joaquín Rodríguez Zeledón abogado costarricense, presidente entre 1890 y 1894 (n. 1838).
- 1935: Fernando Pessoa, poeta y ensayista portugués (n. 1888).
- 1936: José López Piteira, fraile y beato cubano fusilado en España junto a otros 66 religiosos (n. 1912).[6]
- 1943: Etty Hillesum, enfermera y escritora judía neerlandesa asesinada en Auschwitz (n. 1914).
- 1947: Ernst Lubitsch, cineasta germano estadounidense (n. 1892).
- 1952: Joan Rubió, arquitecto español (n. 1870).
- 1953: Francis Picabia, pintor y poeta francés (n. 1879).
- 1954: Wilhelm Furtwängler, director de orquesta y músico alemán (n. 1886).
- 1957: Beniamino Gigli, tenor italiano (n. 1890).
- 1965: Gonzalo Zaldumbide, escritor y diplomático ecuatoriano (n. 1883).
- 1966: José Aguilar y Maya, político mexicano (n. 1897).
- 1967: Cholín (Ignacio María Alcorta), futbolista español (n. 1906).
- 1970: Alfonso Caso, arqueólogo mexicano (n. 1896).
- 1972: Hans Erich Apostel, compositor clásico austríaco (n. 1901).
- 1972: Compton Mackenzie, escritor británico (n. 1883).
- 1976: Fritz Rasp, actor alemán (n. 1891).
- 1977: Terence Rattigan, dramaturgo británico (n. 1911).
- 1979: Zeppo Marx, actor estadounidense (n. 1901).
- 1979: Pedro Lazaga, director y guionista español (n. 1918).
- 1983: Sabino Álvarez Gendín, catedrático universitario español (n. 1895).
- 1984: Joan Vinyoli, poeta español (n. 1914).
- 1987: James Baldwin, escritor estadounidense (n. 1924).
- 1989: Ahmadou Ahidjo, político camerunés, presidente de Camerún entre 1960 y 1982 (n. 1924).
- 1994: Germán Arciniegas, escritor colombiano (n. 1900).
- 1994: Guy Debord, pensador francés (n. 1931).
- 1994: Lionel Stander, actor estadounidense (n. 1908).
- 1996: Delio Amado León, periodista y narrador deportivo venezolano (n. 1932).
- 1996: Tiny Tim, cantante estadounidense (n. 1932).
- 1996: John Williamson, baloncestista estadounidense (n. 1951).
- 1997: Carme Serrallonga, pedagoga y traductora española (n. 1909).
- 1999: Carlos Hugo Christensen, cineasta argentino (n. 1914).
- 2001: Robert Tools, la primera persona que recibió un corazón artificial (n. 1942).
- 2002: Manuel Ballesteros Gaibrois, historiador y antropólogo español (n. 1911).
- 2003: Gertrude Ederle (98), nadadora estadounidense (n. 1905), campeona olímpica en 1924. El 6 de agosto de 1926 se convirtió en la primera mujer en cruzar a nado el canal de la Mancha.
- 2003: Eskroto (38), cantante de rock (n. 1965).[7]
- 2003: Miguel Ángel Odriozola, arquitecto y urbanista uruguayo (n. 1921).
- 2003: Jaime Rumeu, historietista español (n. 1930).
- 2005: Mario Lozano, actor argentino (n. 1913).
- 2007: Evel Knievel, motociclista estadounidense de acrobacias (n. 1938).
- 2008: Joan Baptista Humet, cantautor español (n. 1950).
- 2009: Héctor Gros Espiell, político uruguayo (n. 1926).
- 2010: Idris Ali (70), escritor egipcio.[8]
- 2010: Daya Mata (Rachel Wright, 96), religiosa hinduista estadounidense (n. 1914), 3.ª presidenta de la empresa Self-Realization Fellowship, fundada por su gurú, Paramahansa Yogananda (1893‑1952).[9]
- 2010: Garry Gross (73), fotógrafo estadounidense.[10]
- 2010: Peter Hofmann (66), tenor alemán.[11]
- 2010: Gabriela Kownacka (58), actriz polaca.[12]
- 2010: Ueli Luginbühl (69), ciclista suizo.[13]
- 2010: Munir Menem (78), político y diplomático argentino.[14]
- 2010: Robert Potter (101), arquitecto británico,[15]
- 2010: Imre Sátori (73), futbolista húngaro.[16]
- 2010: Ted Sorel (74), actor estadounidense.[17]
- 2010: Monty Sunshine (82), clarinetista británico (Chris Barber Orchestra).[18]
- 2011: Leka de Albania, político monarquista albanés (n. 1939).
- 2013: Miguel Andonie Fernández (92), político y empresario hondureño (n. 1921).[19]
- 2013: Waldyr Calheiros Novaes (90), obispo católico brasileño.[20]
- 2013: Paul Crouch (79), periodista religioso estadounidense (n. 1934).[21]
- 2013: Masino Intaray (70), poeta y músico filipino.[22]
- 2013: Bob Jake (90), jugador de baloncesto y doctor estadounidense.

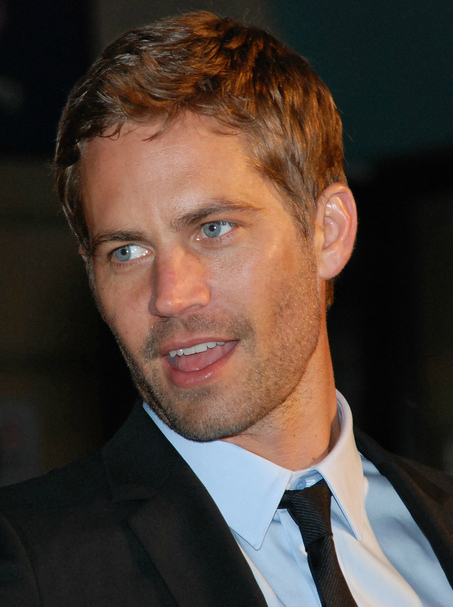
Paul Walker.

- 2013: Jean Kent (92), actriz británica (n. 1921).[23]
- 2013: Moussa Konaté (62), escritor y dramaturgo maliano.[24]
- 2013: Baldasare Porto (90), atleta italiano.[25]
- 2013: Raghuram (64), coreográfo indio.[26]
- 2013: Tabu Ley Rochereau (76), cantante de rumba congolés.[27]
- 2013: Doriano Romboni (44), piloto de motociclismo italiano.[28]
- 2013: Paul Walker (40), actor estadounidense (n. 1973), accidente automovilístico.[29]
- 2013: Yury Yakovlev (85), actor ruso (n. 1928).[30]
- 2013: Luisa Fernanda Ovalle (18), porrista colombiana (n. 1995), estudiante de Ciencias Políticas en la Universidad San Buenaventura; apuñalada en Cali.[31]
- 2017: Colin Groves, primatólogo australiano (n. 1942).
- 2017: Surin Pitsuwan, político y diplomático tailandés (n. 1949).
- 2017: Marina Popovich, ingeniera, escritora, aviadora y oficial de la fuerza aérea soviética (n. 1931)
- 2018: George H. W. Bush, diplomático, militar y aviador estadounidense, presidente de los Estados Unidos entre 1989 y 1993 (n. 1924).
- 2018: Betty Elizalde, periodista y locutora argentina (n. 1940).
- 2019: Concha Hidalgo, actriz española (n. 1923).
- 2019: Mariss Jansons, director de orquesta y músico letón (n. 1943).
- 2020: Mona Moncalvillo, periodista argentina (n. 1947).
- 2021: Oriol Bohigas, arquitecto español (n. 1925).
- 2022: Jiang Zemin, político chino, presidente de China entre 1993 y 2003 (n. 1926).
- 2022: Christine McVie, música y compositora británica (n. 1943).
- 2023: Shane MacGowan, cantante y compositor irlandés de la banda The Pogues (n. 1957).

## Celebraciones
- Día de Conmemoración de Todas las Víctimas de la Guerra Química.

- Día internacional contra los trastornos de la conducta alimentaria (TCA).

- Día Internacional de la Seguridad Informática.

- Día del Influencer.

- Jornada Mundial de las Ciudades por la Vida.[32]

 Por países
(Por orden alfabético)
- Argentina:
  - Día Nacional del Mate.[33][34][35]
  - Día del Teatro Nacional.[36]
    -  Misiones: 
      - Día de la Bandera de Misiones, festejo que obedece al aniversario del natalicio de Andrés Guaçurarí, quien asumiera el gobierno de Misiones con el cargo de comandante general.[37][38]
        - Aniversario de Campo Ramón.[39]
Fundación: 30 de noviembre de 1945 (79 años).

- Barbados:
  - Día de la independencia.[40]

- Filipinas
  - Día de Bonifacio (insurrección de 1896).

Compartidas
- Argentina y  Brasil:
  - Día de la Amistad Argentino-Brasileña. Como conmemoración del encuentro mantenido este día en 1985 entre los entonces presidentes Raúl Alfonsín y José Sarney en la ciudad brasileña de Foz de Iguazú. En dicha reunión se firmó la Declaración de Iguazú, que dio origen al proceso de integración regional que llevaría años más tarde a la creación del Mercosur. Esta efeméride fue celebrada por primera vez el 30 de noviembre de 2004.

### Santoral católico
- San Andrés apóstol.[41]
- San Constancio.
- San Cutberto Mayne.
- San Euprepes.
- San Gálgano Guidotti.
- San Josberto.
- San José Marchand.
- Santa Justina.
- Santa Maura.
- San Mirocleto.
- San Tadeo Liu Ruiting.
- San Troyano de Saintes.
- San Tugdual.
- San Zósimo.
- Beato Alejandro Crow.
- Beato Bernaldo.
- Beato José Otín Aquilé.
- Beato Juan de Vercelli.
- Beato Ludovico Roque Gientyngier.

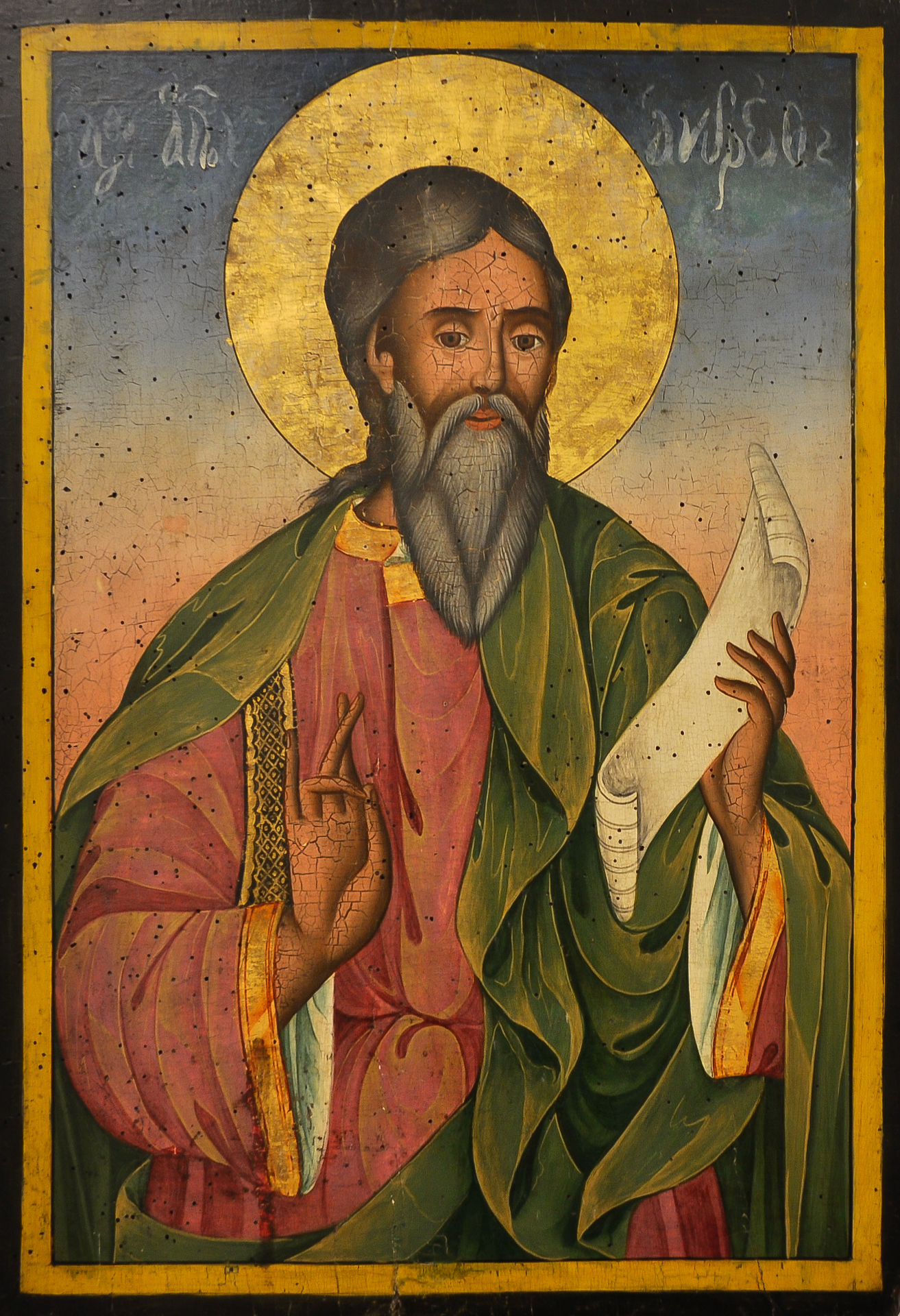
San Andrés fue el primer apóstol de Jesús. Pintura de Yoan de Gabrovo,.

- Beato Miguel Ruedas Megías y compañeros.

 Por países
(Por orden alfabético)
- España
  - Perales del Puerto: fiestas patronales en honor a San Andrés.
  - Patrón de Éibar y Estella: Feria popular agrícola.
  - Patrón de Villava (Navarra, España).

- Polonia y  Rusia
  - Día de san Andrzej o Andrzejki es una antigua tradición en la cual las mujeres se reúnen y tratan de averiguar lo que les deparará el futuro.